# Monochamus dubius
Monochamus dubius es una especie de escarabajo longicornio del género Monochamus, familia Cerambycidae. Fue descrita científicamente por Gahan en 1894.
Esta especie se encuentra en China, India y Nepal.